# معركة ناغاشينو
مَعْرَكة نٌاغاشِينو (باليابانية長 篠 の 戦 い ː) دَارَتْ رَحَاها يومْ 28 يونيو، 1575 بالقُرب منْ قلعة ناغِاشينو ، فيمقاطعة ميكاوا ، هونشو في اليابان. حيث هُزمت القوات المُتحالفة بقِيادة أودا نوبوناغا وتوكوغاوا إيه-ياسو جيش عَشيرة تاكيدا بقيادة تاكيدا كاتسويوري تمامًا. تُعتبر هذه المعركة نُقطة تَحول في أسلوب الحُروب العَسكرية اليابانية ، كون النَصر تحَقق لأول مَرة من خِلال الاستخدام الواسع النطاق للأسلحة النارية مما يجعلها أول معركة يابانية «حَديثة».

## خلفية
كانت مَعركة ناغاشينو نتيجة صَراع قوى استمرَ عقدًا من الزَمن بين عائلتي أودا وتاكيدا. في عام 1565 ، اجتمعت قوات أودا نوبوناغا وتاكيدا شينغن لأول مرة في الأراضي الشرقية لمقاطعة مينو ، مما يثبت عدم توافق مصالح كل منهما. نظرًا لأن توسيع أرض عشيرة تاكيدا في هذا الاتجاه لم يكن أولوية ، فقد حسم الصراع من خلال إبرام تحالف مع عشيرة أودا.
ومع ذلك ، في عام 1570 ، مع تشكيل التحالف المناهض لبوناغ ، تغير الوضع. طلب زعيمها ، الشوغون أشيكاغا يوشياكي ، من تاكيدا شينجن تدمير عَشيرة أودا. مع ذريعة حرب ، قطع شينجن تحالفه مع نوبوناغا وسار في 1572 على رأس 25000 جندي إلى العاصمة. في أوائل عام 1573 ، في معركة ميكاتاجاهارا ، هزم جيش شينجن قوات حلف توكوغاوا وأودا ، ولكن في مايو من ذلك العام ، بسبب الموت المفاجئ لقائده العام ، أوقف الهجوم وعاد إلى دياره.
على الرغم من تفكك التحالف المناهض لبوناغ مع تصفية شوغون أشيكاغا عام 1573 ، قرر الزعيم الجديد لعشيرة تاكيدا ، تاكيدا كاتسويوري ، استكمال قضية والده الراحل في الاستيلاء على العاصمة كيوتو. في 1574 قام بعمل نشط في أراضي عشيرة أودا وتوكوغاوا ، المتاخمة لممتلكاته. في فبراير ، استولت عشيرة تاكيدا على قلعة أكيتي في مقاطعة مينو الشرقية ، وفي يونيو ، على حصن جبل تاكاتنجين الحصين في مقاطعة مقاطعة توتومي الشرقية. تم تنفيذ هذه العمليات بسرعة بحيث لم يكن لدى خصومه الوقت للرد.

## المعركة

### حِصار ناغاشينو
في مايو 1575 ، بمبادرة هجومية ، غزا جيش تاكيدا كاتسويوري الذي يبلغ قوامه 15000 جندي مقاطعة ميكاوا ، التي يملكها توكوغاوا إياسو ، وحاصر قلعة ناغاشينو مستخدمًا عمال مناجم الذهب تاكيدا لحفر نفق تحت الجدران ، وطوافات لنقل الساموراي عبر الأنهار ، وأبراج الحصار. في 22 يونيو ، أصبح الحصار حصارًا مكتملًا بالحواجز والكابلات المتناثرة عبر النهر. صَمدت حامية قوامها 500 جندي تحت قيادة أوكودايرا نوبوماسا لمدة شهر ، ولكن عندما نفدت الإمدادات ، أرسلت زوجة نوبوماسا ، كاميهيمي ، والتي كانت ابنة توكوغاوا إياسو، رسالة مع مَبعوثها «توري سونيمون» تطلب من والدها تعزيزات. وصل توري إلى أوكازاكي ، حيث وعد إياسو ونوبوناغا بالمساعدة. في وقت لاحق ، أرسل كل من توكوغاوا إياسو وأودا نوبوناغا قوات لمساعدة نوبوماسا لكسر الحصار وهزيمة كاتسويوري. وأمرو توري بإعادة هذه الرسالة إلى القلعة وأخبارهم بان الفَرج قَريب ، ولكن اثناء عودته تم القبض عليه وعُلقهَ على صليب أمام جدران القلعة. ومع ذلك ، كان لا يزال قادرًا على الصراخ بأن الإغاثة كانت في الطريق قبل مقتله مما جَعله رَمزاً للشجاعة في الفلكلور الياباني.

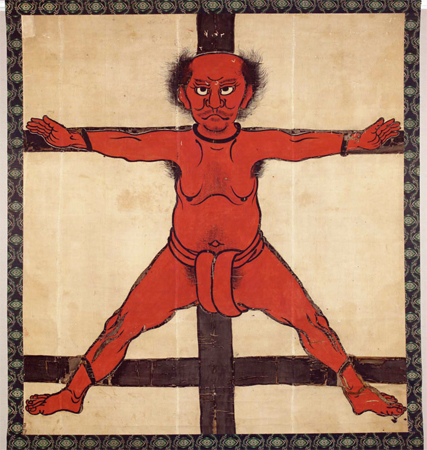
مُنممة من القرن السابع عَشر تُصور أعدام توري سونيمون.

### تَجهيزات الجَيشين

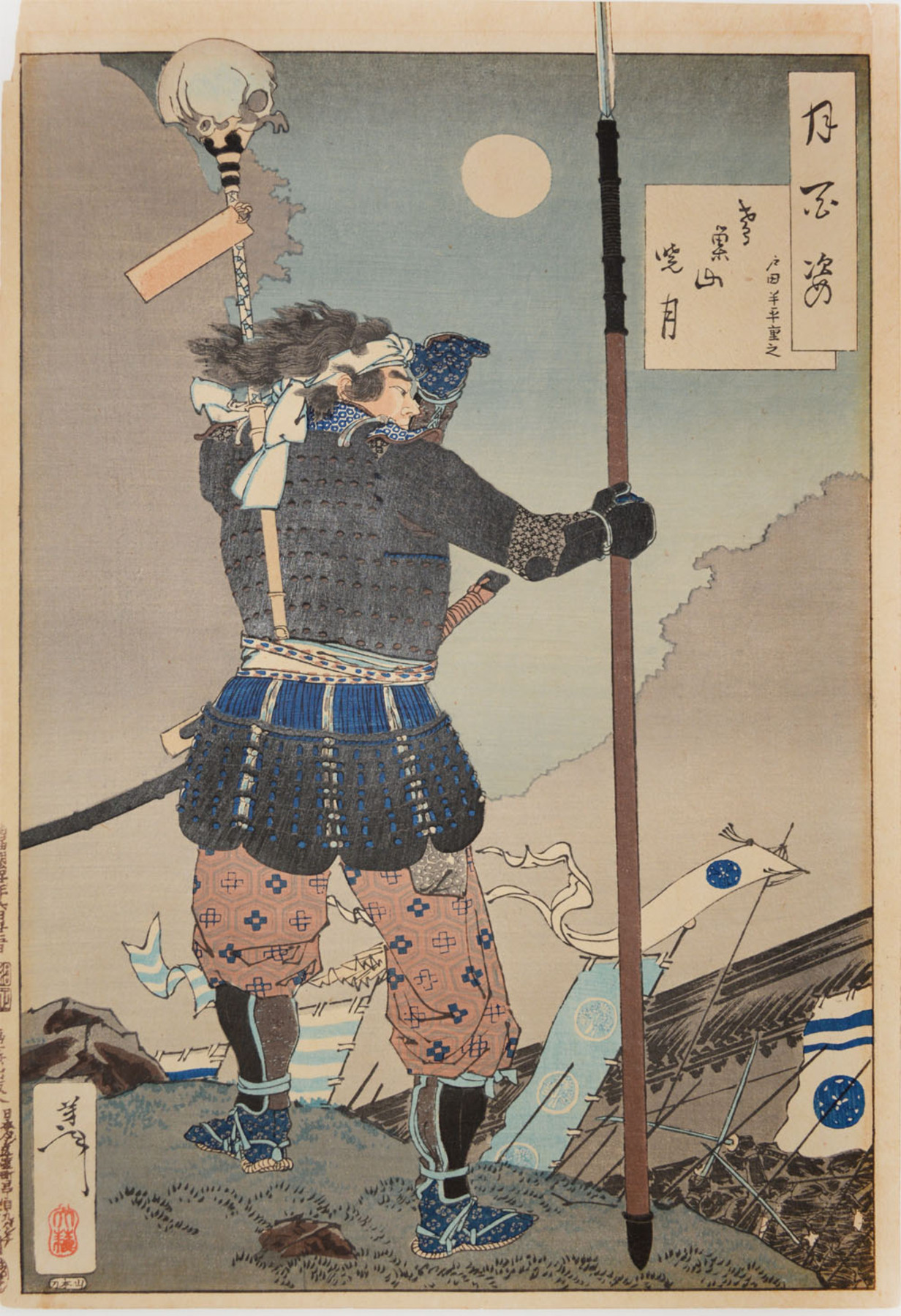
الجنرال يأمر قواته بالهجوم على قلعة ناغاشينو عام 1575 بريشة تسوكيوكا يوشيتوشي.

وفقًا لشينشو كوكي (السيرة الذاتية لأودا) ، في 28 يونيو 1575 ، أحضَر نوبوناغا وإياسو ما مجموعه 38000 رجل لتخفيف حصار كاتسويوري على القلعة. من بين 15000 من المحاصرين الأصليين لـ تاكيدا ، واجه 12000 فقط جيش أودا نوبوناغا في هذه المعركة. واصل الـ 3000 المتبقي الحصار لمنع الحامية في القلعة من الهُروب والانضمام إلى المعركة. وضع أودا وتوكوغاوا رجالهم عبر السهل من القلعة ، خلف رينغوغاوا ، وهو جدول صغير من شأنه أن يبطئ انحدار ضفافه من شحنة هجوم الخَيالة التي اشتهرت بها قبيلة تاكيدا.
عند المعرفة باقتراب جيش عدو كبير بقيادة أودا نوبوناغا ، نصح قادة عائلة تاكيدا قائدهم العام بالانسحاب من قلعة العدو واتخاذ موقف دفاعي. ومع ذلك ، قرر الشاب المحموم كاتسويوري أن يخوض معركة مفتوحة. ترك 2000 جندي لحصار ناغاشينو ، وقاد جيشه البالغ قوامه 13000 جندي إلى سهل شيتار.
في هذه الأثناء ، بناءً على أوامر من أودا نوبوناغا ، وسعيًا لحماية حامِلي القربينة الذين اشتهروا به فيما بعد عززت قوات الحلفاء مواقعهم. تم حفر الخنادق الضحلة أمام نهر رينجو ، حيث أقيم حاجز متناثر في عدة صفوف لحماية المشاة من هجمات سلاح الخَيالة. خلفه الحَواجز كان هناك 3000 حامِلي القربينة. في المَسافة الفاصلة بين صفوف الخنادق ، تم وضع مفارز من الرماح لتغطية حَملة البَنادق. على طول خط الأسوار ، حفر جنود نوبوناغا التلال ، وحولوها إلى منحدرات ، على الجبل كان يوجد رماة السهام والجزء الرئيسية من قوات الحلفاء.
بعض الجنرالات ذوي الخبرة في جيش كاتسويوري ، عندما رأوا أن العدو قد بنى بالفعل «قلعة» محصنة جيدًا على الضفة المقابلة من النهر ، أقنعُ كاتسويوري بعدم مهاجمته. كانوا خائفين من العدد الكبير من حامِلي القربينة ، الذين ، وراء السياج ، والَذي لم يكن في متناول يدي سِلاح الخَيالة لـ تاكيدا منها لذلك يمكن أن يلحقوا خسائر كبيرة بهم. ومع ذلك ، لم يستجب كاتسويوري لهذه النصيحة ، معتمداً كلياً على جيشه ، والذي كان يعتبر بمعايير ذلك الوقت الأفضل في اليابان. تعززت ثقته بنفسه أيضًا بسبب موسم الأمطار ، حيث من غير المرجح أن يستخدم أعداؤه الأسلحة النارية قي هكذا جَو.

### تَوزيع القوات
من بين قوات أودا ، يقدر عددهم بعشرة آلاف أشيجارو مع 3000 من حامِلي القربينة ، تم وضعهم في ثلاث رتب تحت قيادة ساسا ناريماسا ومايدا توشي وهوندا تاداكاتسو. كان أوكوبو تادايو متمركزًا خارج الحاجز ، كما كان ساكوما نوبوموري ، الذي «تظاهر» بالانسحاب. بينما كُلف شيباتا كاتسوي وهاشيبا هيديوشي بحماية الجناح الأيسر.
بَينما رتب تاكيدا كاتسويوري قواته في خمس مجموعات من 3000 ، مع بابا نوبوهارو على يمينه ، وتاكيدا نوبوكادو في الوسط ، وياماغاتا ماساكاجي على اليسار ، وكاتسويوري نَفسه في الاحتياط ، والمجموعة الأخيرة بقيادة تاكيدا نوبوزان بَقيت تواصل الحصار.

### المَعركة
خَرج جيُش كاتسويوري من الغابة ووجَدوا أنفسهم على بعد 200 إلى 400 متر من مركز جَيش أودا توكوغاوا. شجعت المسافة القصيرة ، والقوة العظيمة لسلاح الخَيالة كاتسويوري للهُجوم ، كذلك المطر الغزير ، الذي افترض كاتسويوري أنه سيجعل بنادق حامِلي القربينة عديمة الفائدة. كانت قوات أودا وتوكوغاوا تخشى سِلاح الخَيالة التابع لقبيلة تاكيدا ، بَعد الهزيمة في معركة ميكاتاجاهارا.
تباطأت الخيول في عبور التيار وتم إطلاق النار عليها عندما وصلت إلى مجرى النهر على بعد 50 مترًا من العدو. كانت هذه المسافة تُعتبر المسافة المثلى لاختراق دروع سلاح الخَيالة. في الاستراتيجية العسكرية النموذجية ، يعتمد نجاح سلاح الخَيالة على كسر صفوف المشاة بحيث يمكن لسلاح الخَيالة جزهم. ومع ذلك ، إذا لم يتم كسر المشاة ، فغالبًا ما تفشل الخُطط المُترتبة على سلاح الخَيالة.
خِلال المعركة الضارية التي تلت ذلك ، بين النيران المستمرة لطلقات حامِلي القربينة والسيطرة الصارمة للقادة ،  تَمَسكت قوات أودا بأرضها وتمكنت من صد كل هَجمات سِلاح الخَيالة. بَعدها بدأت مَعركة ساموراي بالسيوف والرماح القصيرة في قتال فردي مع محاربي تاكيدا. منعت الدفاعات القوية على أطراف الخطوط قوات تاكيدا من إحاطة الحواجز ومحاصرة العَدو. بحلول منتصف النهار ، انكسرت قوات تاكيدا وهربت ، ولاحقت قوات أودا الجيش المهزوم بقوة.
أدى هجوم ليلي عشية المعركة من قبل ساكاي تاداتسوجو وكاناموري ناجاتشيكا إلى مقتل تاكيدا نوبوزان ، عَم كاتسويوري والأخ الأصغر لتاكيدا شين-غن.: 85

## ما بعد الواقعة
غالبًا ما يُستشهد باستخدام أودا نوبوناغا الماهر للأسلحة النارية لهزيمة تكتيكات سلاح الخَيالة لتاكيدا كنقطة تحول في الحرب اليابانية ؛ يستشهد بها كثيرون على أنها أول معركة يابانية «حديثة».

في الواقع ، تم تقديم تهمة سلاح الفرسان قبل جيل واحد فقط من قبل والد كاتسويوري ، تاكيدا شين-غن. علاوة على ذلك ، تم بالفعل استخدام الأسلحة النارية في معارك أخرى. ومما زاد الطين بلة ، أن كاتسويوري افترض خطأً أن البارود الذي استخدمته قوات نوبوناغا قد دمره المطر. كان ابتكار نوبوناغا عبارة عن حواجز خشبية وطلقات نارية دوارة ، مما أدى إلى نصر حاسم في ناغاشينو. ومع ذلك ، كان هناك الكثير من الجدل حول صحة التأكيد على أن نوبوناغا استخدم البنادق الدورية بسبب كون الجنود في ذلك الوقت كاموا يقاتلون عادة في مجموعات صغيرة تحت أمراءهم. هذا بالإضافة إلى حقيقة أن معظم القوات كان يجب أن يتم أخذها من تحت قيادة أمراءهم ، وهي ممارسة نادرة للغاية في ذلك الوقت.

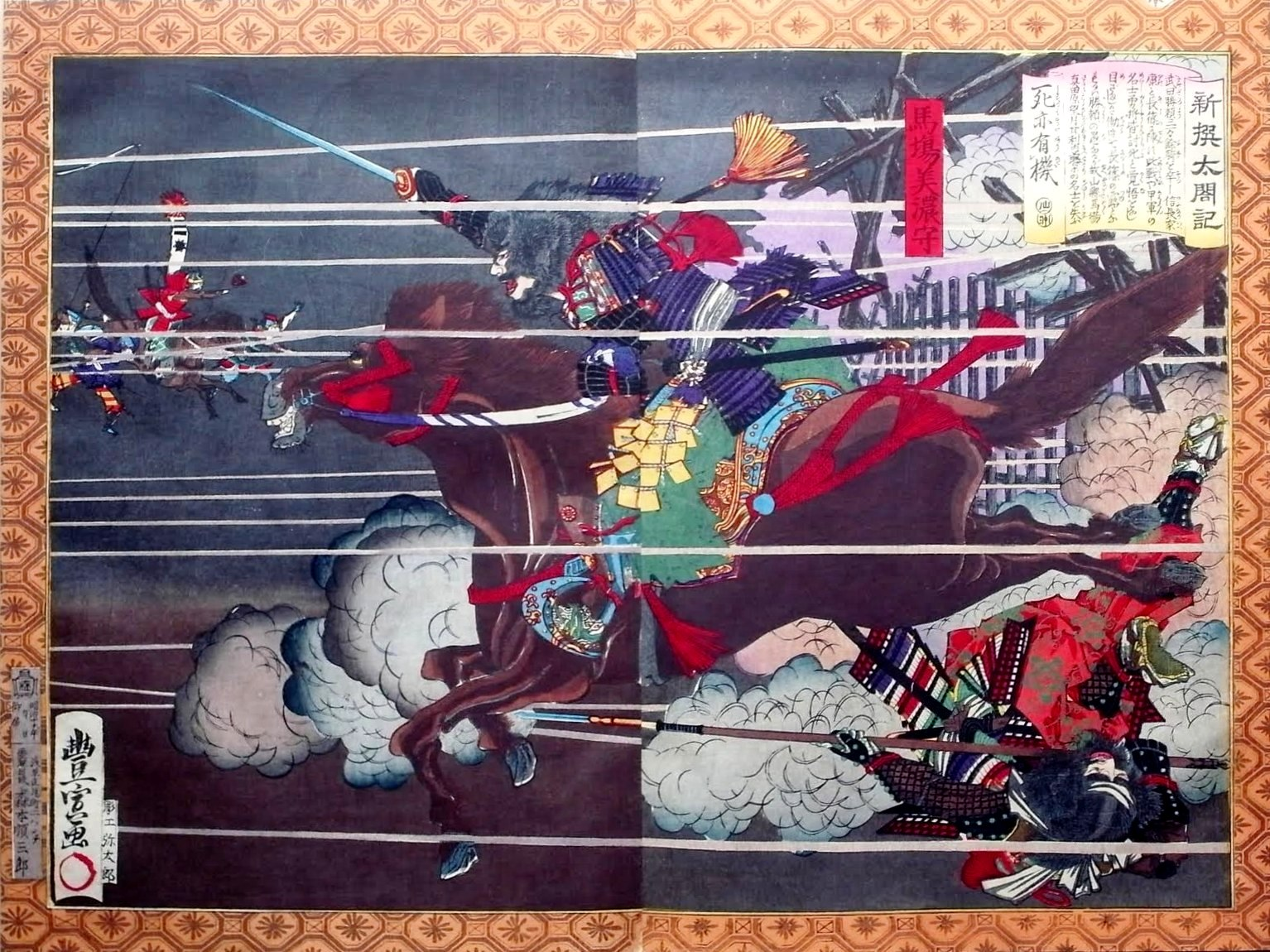
مَقتل بابا نوبوهارو في مَعْرَكة نٌاغاشِينو 1575 ، أحد الجنرالات الأربعة والعشرين لتاكيدا شين-غن.

وفقًا لشينشو كوكي (السيرة الذاتية لأودا) ، خَسرت قبيلة تاكيدا 10000 رجل ، أي ثلثي قوته الأصلية المحاصرة. قُتل العديد من الجنرالات الأربعة والعشرين في تاكيدا شينجين في هذه المعركة ، بما في ذلك بابا نوبوهارو ، وهارا ماساتاني ، وسانادا نوبوتسونا مع شقيقه الأصغر سانادا ماساتيرو ، وياماغاتا ماساكاجي ، وسايجوسا موريتومو ، وتسوتشيا ماساتسوجو ، ونايتو ماساتويو. أصيب أوباتا ماساموري بجرح مميت.  91